# Anna Blässe
Anna Blässe (Weimar, 1987. február 27. –) német női válogatott labdarúgó, aki jelenleg a VfL Wolfsburg játékosa.

## Pályafutása

### Klubcsapatban
2004-ben az FF USV Jena együttesében lett profi játékos, a Bundesliga 2-ben szerepelt ez időben a klub, ahol a csoportja 3. helyén végzett. Anna a góllövőlista 2. helyén végzet 14 góllal holtversenyben a csoportjában Ivonne Hartmann és Patricia Brocker társaságában. A 2006–2007-es szezont a Hamburger SV együttesében töltötte. 2007 nyarán a VfL Wolfsburg csapatába igazolt. A 2012–2013-as szezon végén mesterhármast értek el azzal, hogy megnyerték a Bajnokok Ligáját, a Bundesligát és a német kupát. A következő évben ismét bajnokok lettek és a Bajnokok Ligájában is megvédték címüket.

### A válogatottban
2004-ben U20-as női labdarúgó-világbajnokságon aranyérmesként végzett a válogatottal. 2006-ban pedig az U19-es női labdarúgó-Európa-bajnokságon végeztek első helyen.
2015-ben az Algarve-kupán részvevő felnőtt keretbe kapott meghívót, miután Melanie Behringer sérülés miatt kikerült a keretből. Március 6-án debütált a kínai női labdarúgó-válogatott ellen. A 2017-es női labdarúgó-Európa-bajnokságra meghívott kapott Steffi Jonestól.

## Sikerei, díjai

### Klub
- VfL Wolfsburg
  - Bundesliga: 2012–13, 2013–14, 2016–17
  - Német kupa: 2012–13, 2014–15, 2015–16, 2016–17
  - UEFA Női Bajnokok Ligája.: 2012–13, 2013–14

### Válogatott
- Németország U19
  - U19-es női labdarúgó-Európa-bajnokság: 2006
- Németország U20
  - U20-as női labdarúgó-világbajnokság: 2004

### Egyéni
- U20-as női labdarúgó-világbajnokság bronzcipős: 2006[10]
- Fritz Walter-medál aranyérmes: 2006